# San Melchor Betaza
San Melchor Betaza är en kommun i Mexiko.   Den ligger i delstaten Oaxaca, i den sydöstra delen av landet, 400 km sydost om huvudstaden Mexico City.
Följande samhällen finns i San Melchor Betaza:
- Santo Tomás Lachitá